# Nikolái Kuznetsov (pintor)
Nikolái Dmítrievich Kuznetsov (en ruso: Николай Дмитриевич Кузнецов; 2 de diciembre de 1850 - 2 de marzo de 1929) fue un pintor ruso y profesor de arte en la Academia Imperial de las Artes de San Petersburgo. Su obra se compone principalmente de pinturas de retratos, paisajes y escenas de género.

## Biografía

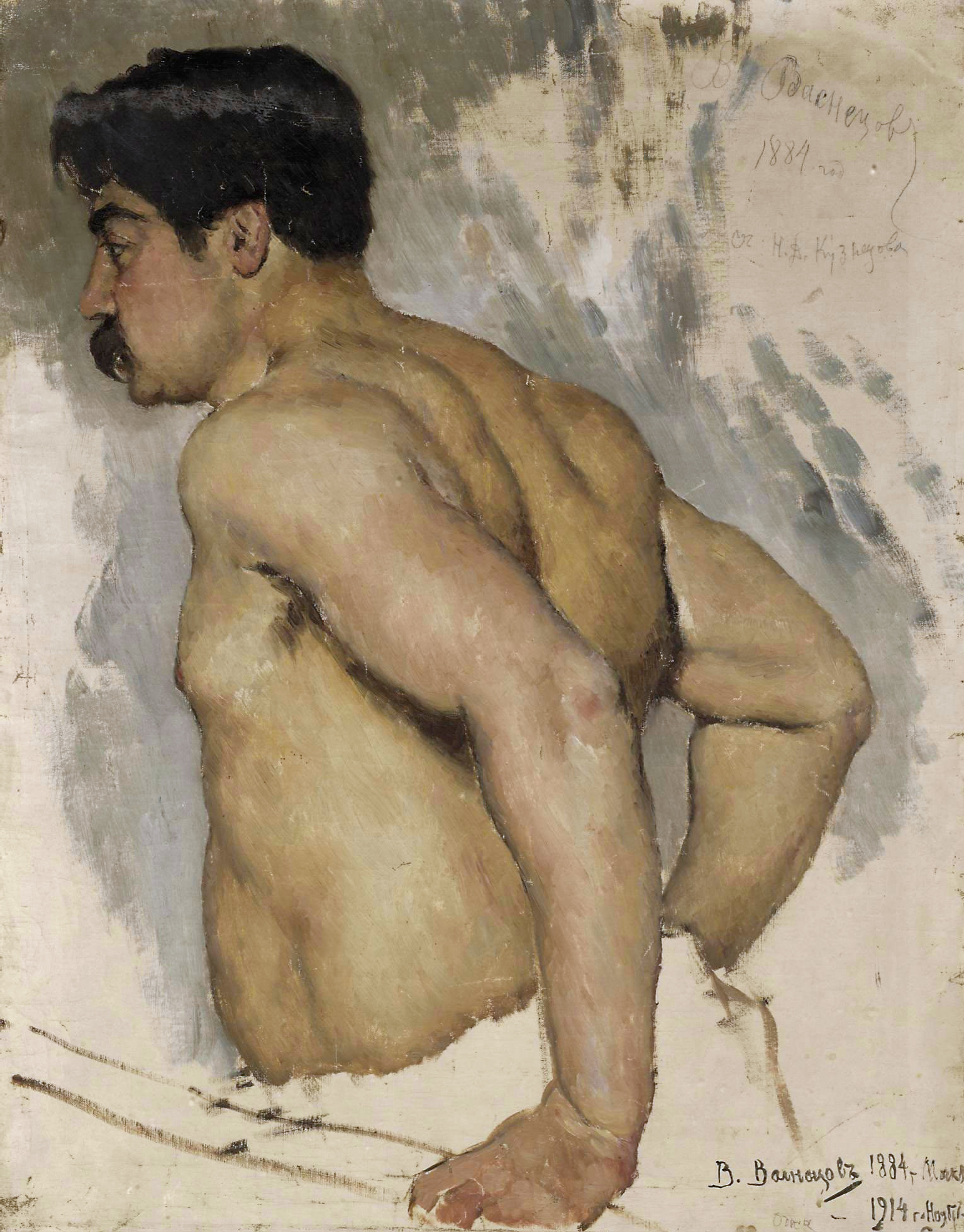
Retrato de Kuznetsov pintado por Viktor Vasnetsov (1884)

Nikolái Kuznetsov nació el 2 de diciembre de 1850 en la localidad de Stepanovka, de la Gobernación de Jersón, en esa época parte del imperio ruso. Era hijo de un rico terrateniente y comenzó la escuela en Odesa, donde descubrió su talento artístico y comenzó a tomar lecciones en la escuela de dibujo local. De 1876 a 1880 asistió a la Academia Imperial de las Artes, donde estudió con Pável Chistiakov. Se le consideraba un buen estudiante, pero a menudo dejaba la Academia para pintar en la finca familiar. En ese momento, desafió con éxito los deseos de su familia y se casó con una mujer de clase trabajadora que trabajaba allí.
Después de graduarse en la academia, realizó un gran número de exposiciones en Rusia y Ucrania y recibió numerosos encargos. Entre sus retratistas estaban Piotr Ilich Chaikovski y Iliá Méchnikov. Durante este tiempo, fue un visitante frecuente de la Colonia Abrámtsevo. Debido a su gran físico de luchador, a menudo sirvió como modelo para otros pintores.
Tras un accidente en 1889, tuvo que caminar con muletas, por lo que trabajó íntegramente en un estudio de su finca, que se convirtió en un lugar de encuentro para la comunidad creativa, incluidas figuras como Fiódor Chaliapin, además de artistas. En 1893, algo recuperado, trasladó su estudio a Odesa y comenzó a exponer. Dos años más tarde, se le ofreció una cátedra en la Academia Imperial, donde enseñó pintura de batalla, pero se fue en 1897 para regresar a Odesa. En 1900, se convirtió en académico y miembro de Peredvízhniki. Ese mismo año expuso en la Exposición Universal de París. Más tarde, viajó extensamente a exposiciones por toda Europa.
En 1920, durante la Guerra civil rusa, cuando el Ejército Blanco se retiró, él y su familia emigraron a Yugoslavia y finalmente se establecieron en Sarajevo, donde residió hasta su muerte en 1929.
Su hija fue la cantante de ópera María Kuznetsova.

## Retratos

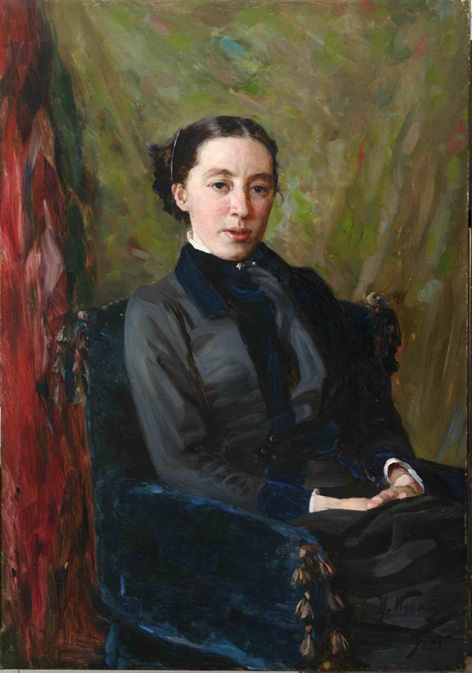
Natalia Polenova (1885)
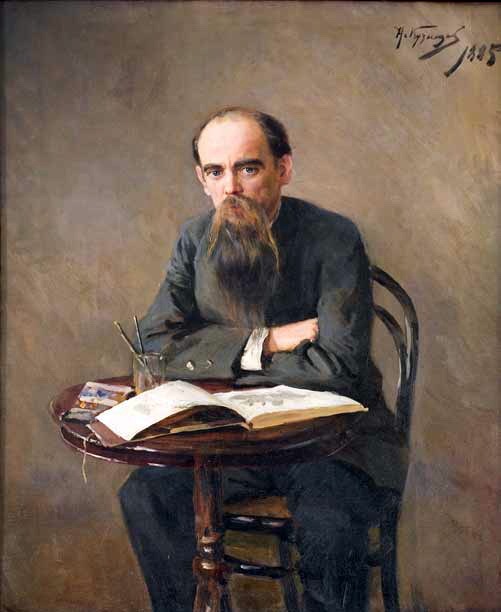
Yefim Volkov (1885)
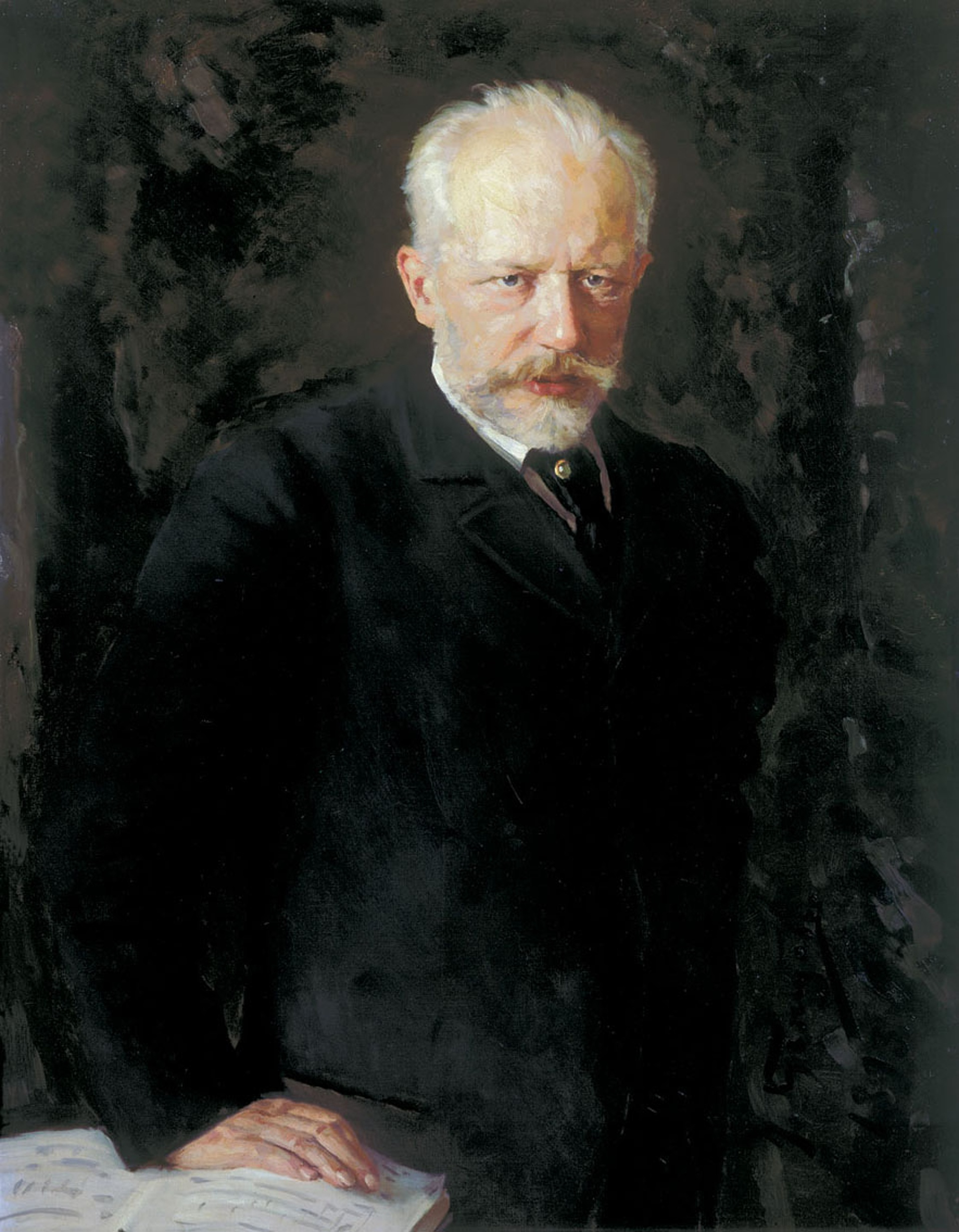
Piotr Chaikovski (1893)
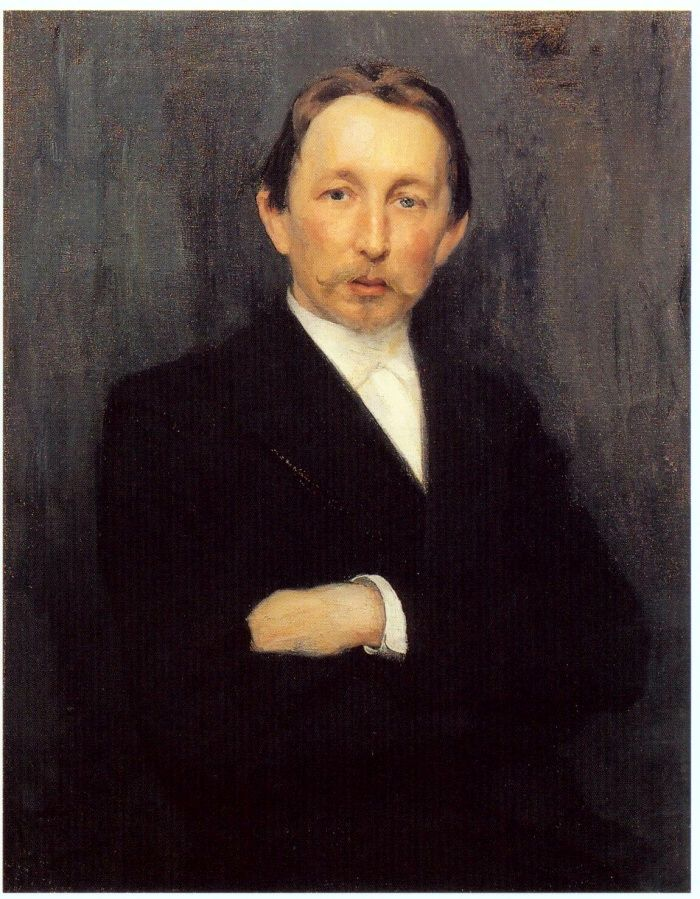
Apollinary Vasnetsov (1897)
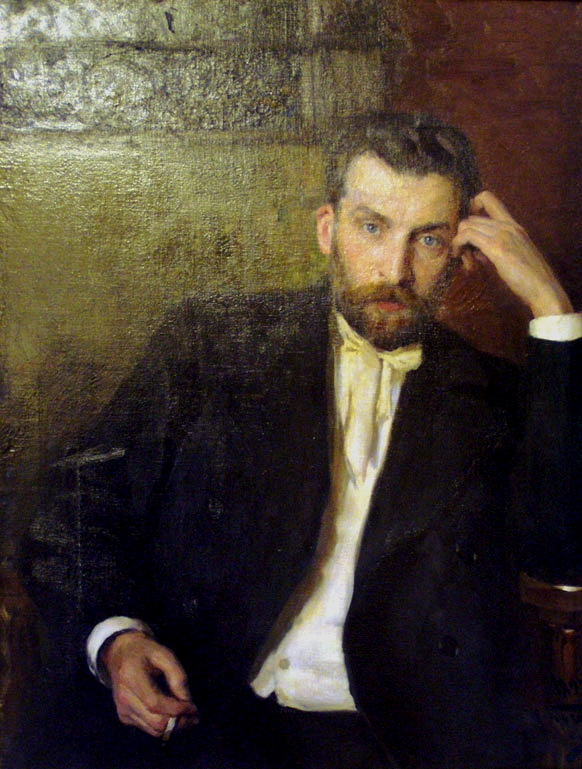
Albert Benois (1897)
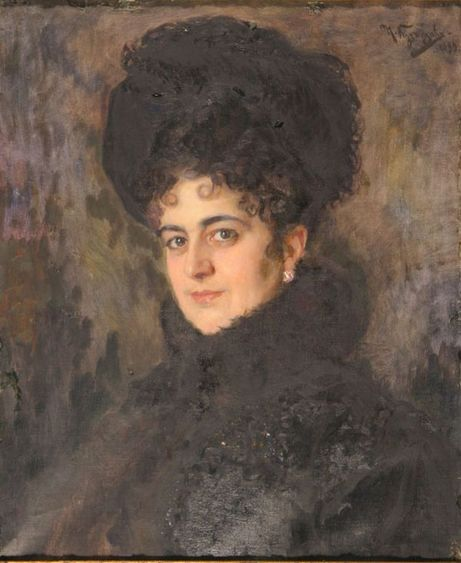
Raquel Isakovich (1899)
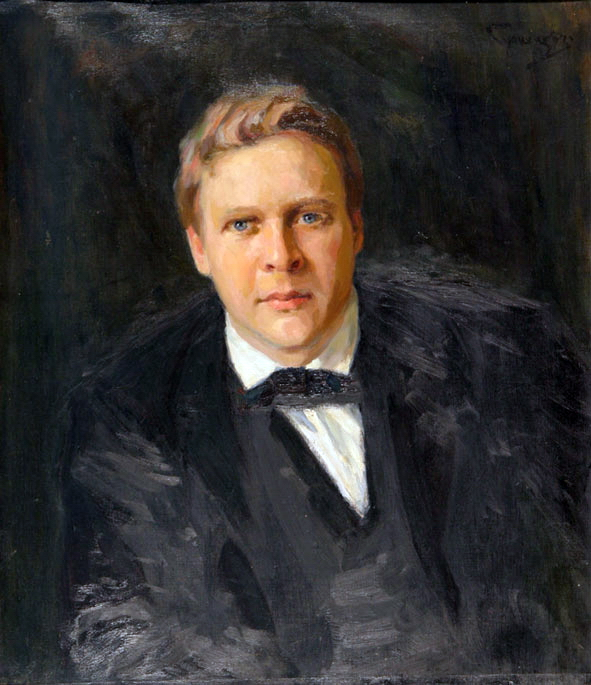
Fiódor Chaliapin (1902)

## Pinturas

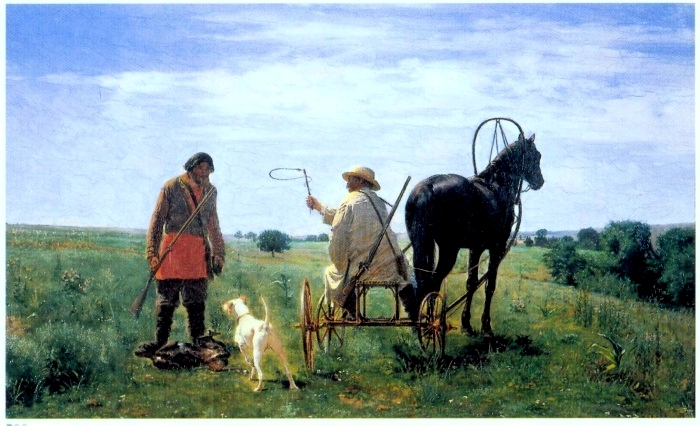
Recorriendo la propiedad (1879)
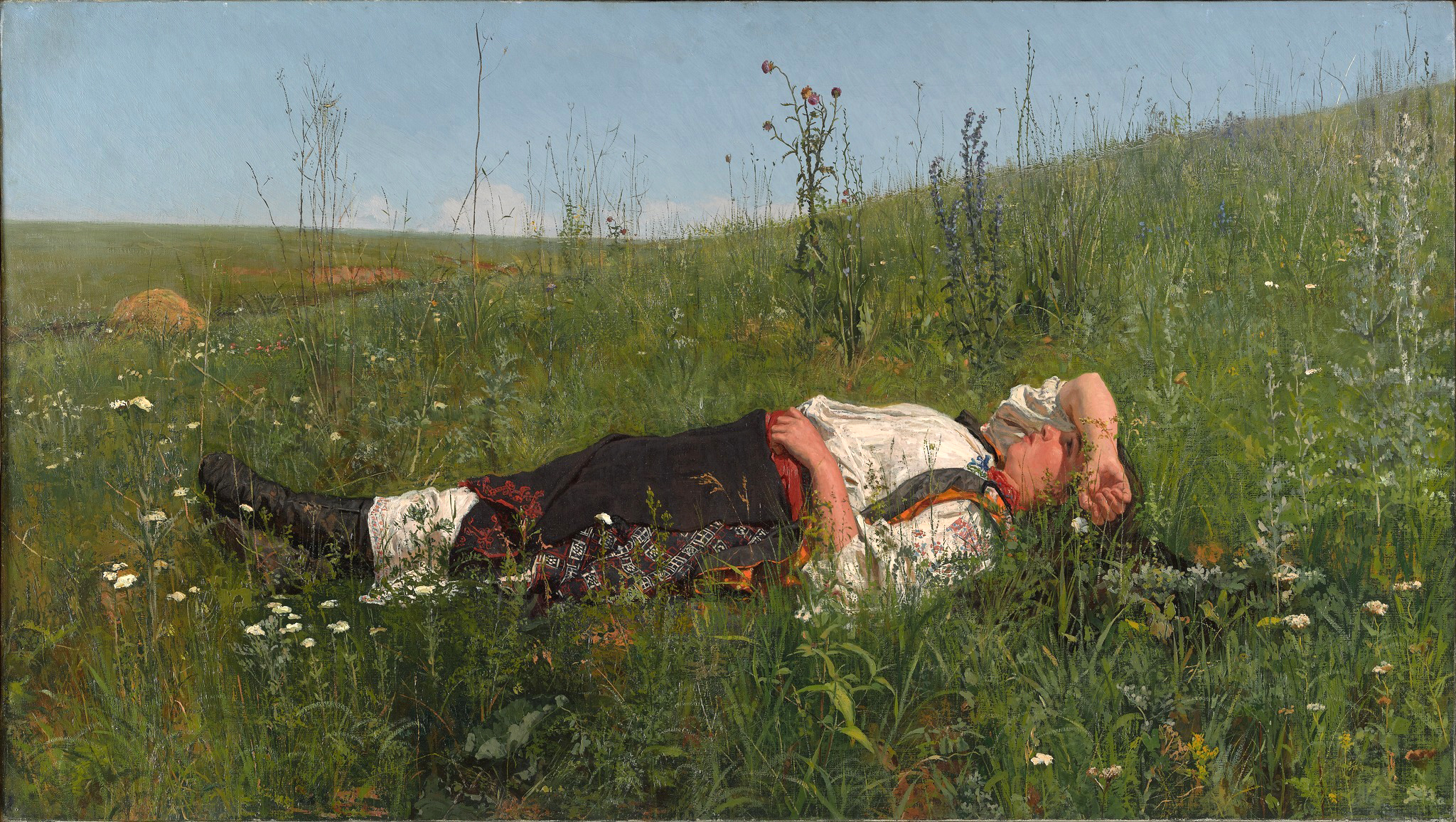
En vacaciones (chica descansando en la hierba) (1879-1881)
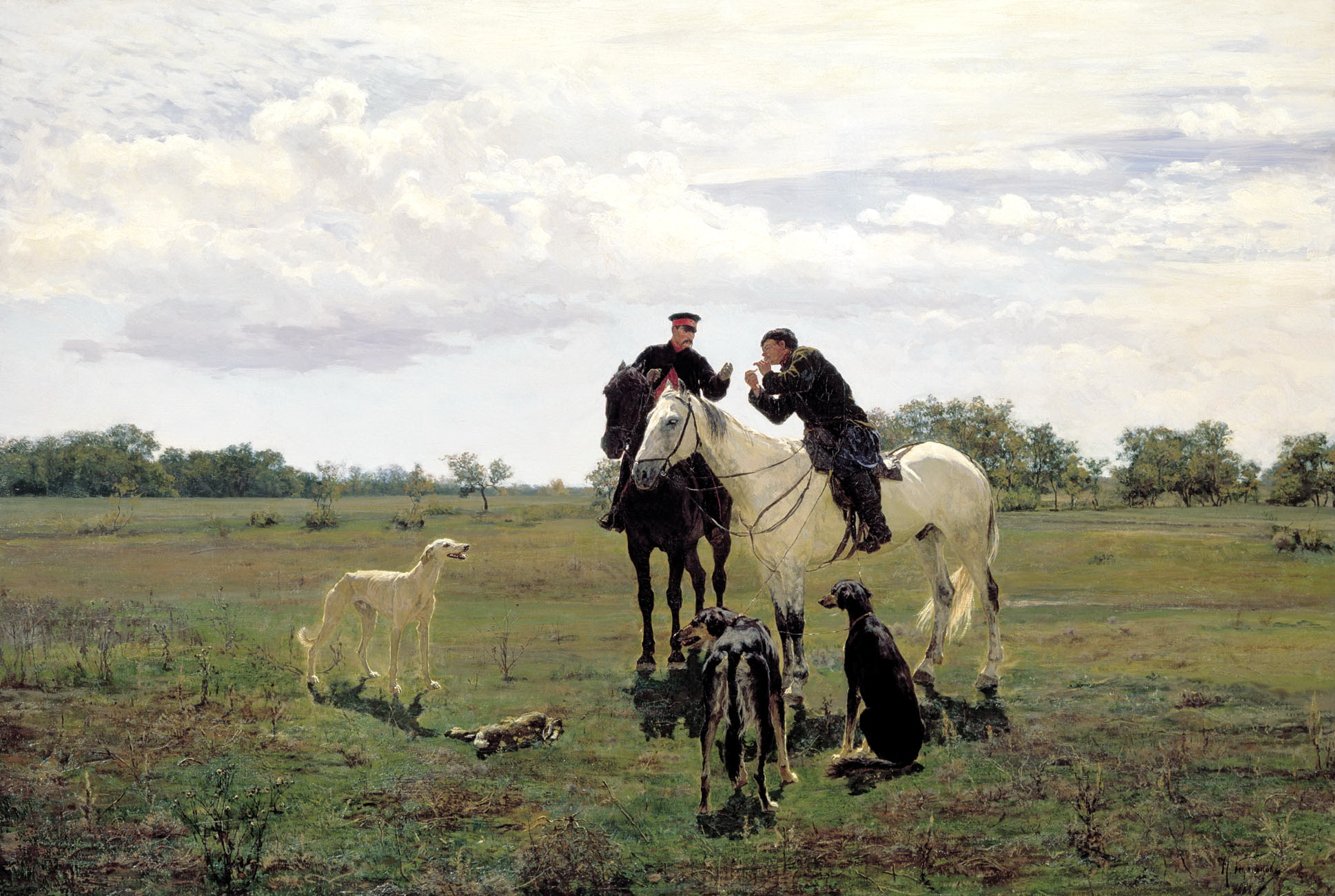
De vacaciones (1882)
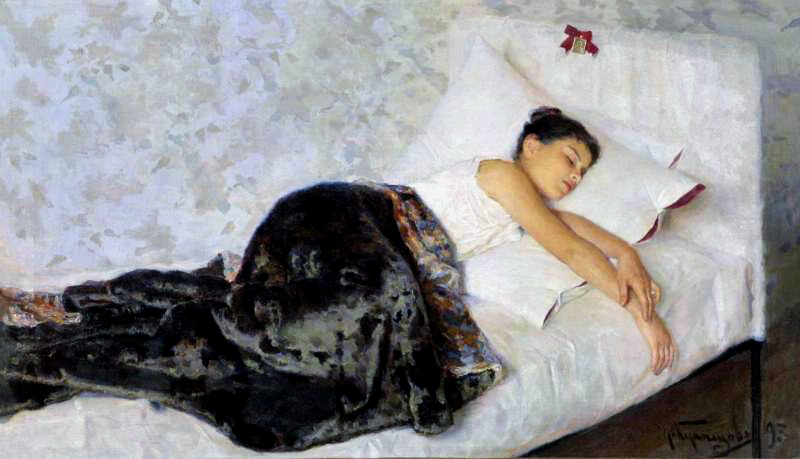
Chica durmiente (1893)